# Резнікович Михайло Ієрухімович
Михайло Ієрухімович (Юрійович) Резнікович (26 квітня 1938, Харків) — український режисер. Народний артист Української РСР (1980). Лауреат Державної премії України ім. Т. Г. Шевченка (1983). Генеральний директор-художній керівник Національного академічного театру російської драми ім. Лесі Українки (1994 — 2022) (нині Національний академічний драматичний театр імені Лесі Українки). Член Національної спілки театральних діячів України. Герой України (2013).

## Життєпис
Народився 26 квітня 1938 р. в Харкові. У 1963 році закінчив Ленінградський інститут театру, музики і кінематографії (1963, майстерня Г. Товстоногова).
У 1963—1966, 1970—1982 роках режисер, у 1982—1984 роках — головний режисер Київського державного академічного російського драматичного театру ім. Лесі Українки (нині Національний академічний драматичний театр імені Лесі Українки);  1966—1970 роки — режисер-постановник Московського драматичного театру ім. К. С. Станіславського; 1984—1988 роки — головний режисер Новосибірського театру «Красный факел». Здійснював постановки у театрах Ленінграда, Москви, Варни, Пекіна, Хайфи. Поставив разом з В. Горпенком телефільм «Дощ у чужому місті» (1979).
Професор, зав. кафедрою режисури та майстерності актора Національного університету театру, кіно і телебачення ім. І. К. Карпенка-Карого (1989-2022 роки).
Академік Національної академії мистецтв України (до 2024 року). Член Комітету з Національної премії України імені Тараса Шевченка (1996—2004 роки). Член Національної спілки театральних діячів України.
З 1994 року до грудня 2022 року був генеральним директором-художнім керівником Національного академічного театру російської драми ім. Лесі Українки (нині Національний академічний драматичний театр імені Лесі Українки). Своє звільнення з посади не сприйняв, написав ряд критичних публікацій в Facebook, присвячених тодішньому міністру культури Олександру Ткаченку та своєму учню та новому художньому керівнику театра Кирилу Кашлікову.
4 липня 2024 року був позбавлений звання академіка Національної академії мистецтв України за «публічне вчинення дій, які явно суперечать інтересам, авторитету держави та НАМ України та пов’язані з пропагандою наративів країни-агресора під час дії воєнного стану».

### Родина
Син — російсько-англійський бізнесмен, колишній виконавчий директор російської холдингової компанії Altimo Олексій Резнікович (нар. 1968). Невістка — журналістка Анастасія Чухрай, донька кінорежисера Павла Чухрая.

## Громадянська позиція
Був довіреною особою президента України Віктора Януковича, підтримував його кандидатуру на президентських виборах 2004 року. Театрознавець Олег Вергеліс називав Резніковича «хрестоматійною людиною Табачника», чия дружина, Тетяна Назарова, довгий час була примою театру Лесі Українки.
У 2014 році в інтерв'ю російській газеті «Известия» начебто підтримав російську окупацію Криму, заявивши, що це «абсолютно природний процес». Через декілька днів Резнікович спростував те, що казав ці слова в інтерв'ю: «Я не міг цього сказати хоча б тому, що, починаючи з 2005 року, коли влада хотіла знищити наш театр, я в жодному інтерв'ю не торкався політичної теми».
У 2023 році, після початку російського вторгнення в Україну, заявив: «Слідом за Окуджавою можу повторити: „Ах, війна, що ж ти зробила, підла“… А ось хто автор цієї війни, руйнівник — потім розсудить час».
У квітні 2024 року дав відеоінтерв'ю білорусько-російському телеканалу «БелРос» та його очільнику, заслуженому журналісту Росії Миколі Єфимовичу. У ньому Резнікович заявив, що «київський режим намагається ліквідувати русскій мир», але він «вірить у те, що ця трагічна історія в Україні зміниться, вірить у сильну Росію та у її зміцнення».

## Звання та нагороди
- Народний артист України
- Заслужений діяч мистецтв Російської Федерації
- Лауреат Національної премії України імені Тараса Шевченка (1983)
- Премія «Київська пектораль» (1994)
- Орден «За заслуги» 3-го ступеня
- Орден Командора Уряду Італії
- Орден князя Ярослава Мудрого IV ст. (2011)[10]
- Звання Герой України з врученням ордена Держави (24 серпня 2013) — за визначний особистий внесок у збагачення національної культурно-мистецької спадщини, багаторічну плідну творчу діяльність та високу професійну майстерність[11]